# Fourneaux (Savoie)
Pour les articles homonymes, voir Fourneaux.

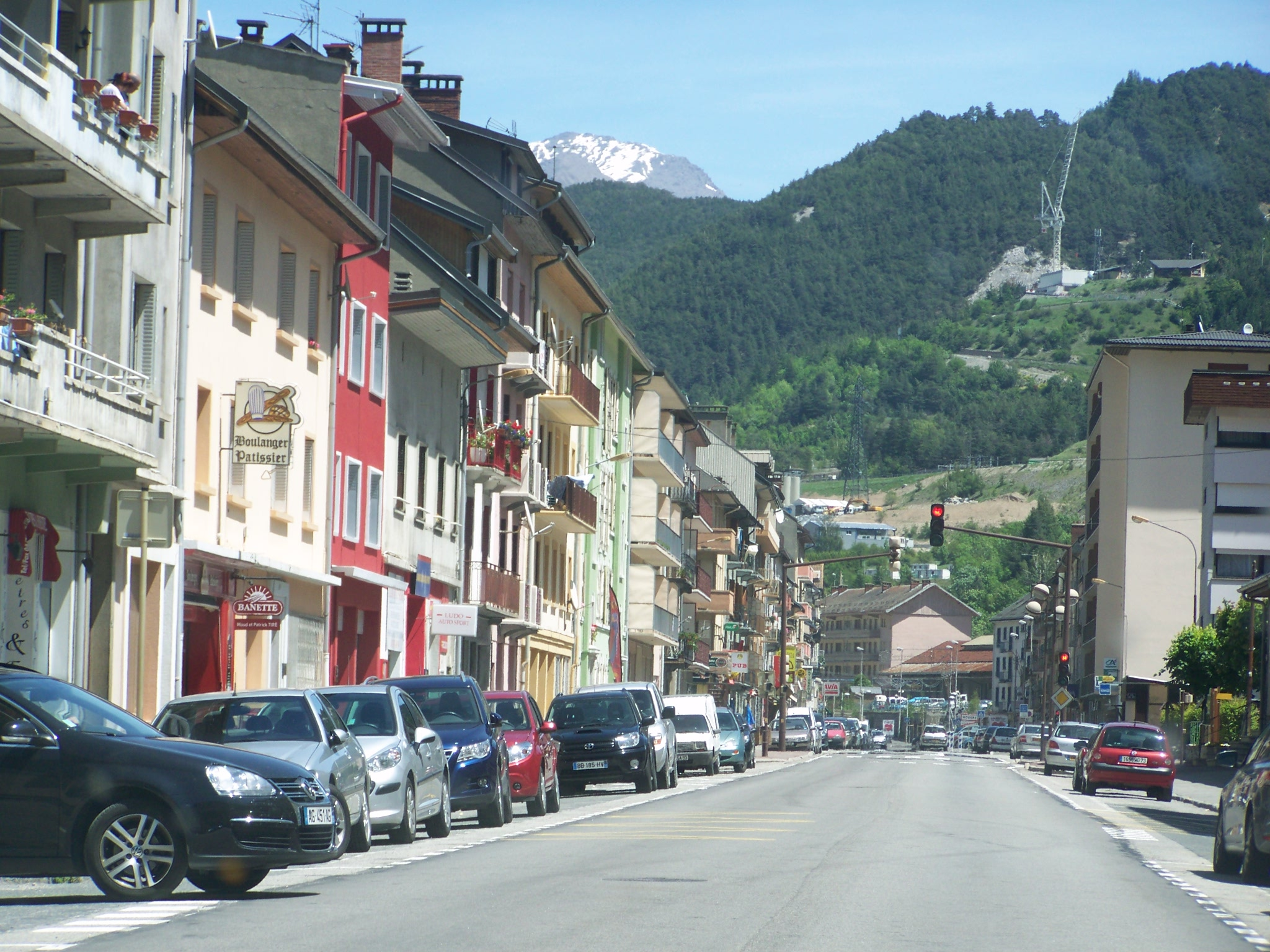
Rue principale de Fourneaux (ex-RN6).

Fourneaux est une commune française située dans le département de la Savoie, en région Auvergne-Rhône-Alpes.

## Géographie

### Situation
Le village se trouve à 100 km de Chambéry, 30 km de Saint-Jean-de-Maurienne, limitrophe de Modane. Fourneaux est une des sept communes de l'ancien canton de Modane.
| Saint-André |           | Modane |
| Freney      | Fourneaux |        |
|             |           |        |

### Géologie et relief, hydrographie
Sa superficie est de 504 hectares, ce qui en fait l'une des plus petites communes de la Maurienne. Le point culminant de la commune est le signal des Sarrasins, à 2 862 mètres.
Deux cours d'eau traversent le village : l'Arc et son affluent rive gauche le Charmaix dont les crues (1955) peuvent être dévastatrices.

### Voies de communications et transports
La commune de Fourneaux est traversée par la route départementale 1006, ex-RN6, par la route touristique RD 215 et par la voie ferrée internationale Paris-Rome. En outre, la bretelle d’accès au tunnel routier du Fréjus de l'A43 via le viaduc du Charmaix, coupe la commune de sa forêt.
La gare ferroviaire de Modane se trouve à proximité immédiate.

### Climat
Pour des articles plus généraux, voir Climat d'Auvergne-Rhône-Alpes et Climat de la Savoie.
En 2010, le climat de la commune est de type climat de montagne, selon une étude du Centre national de la recherche scientifique s'appuyant sur une série de données couvrant la période 1971-2000. En 2020, Météo-France publie une typologie des climats de la France métropolitaine dans laquelle la commune est exposée à un climat de montagne ou de marges de montagne et est dans la région climatique Alpes du nord, caractérisée par une pluviométrie annuelle de 1 200 à 1 500 mm, irrégulièrement répartie en été.
Pour la période 1971-2000, la température annuelle moyenne est de 7,7 °C, avec une amplitude thermique annuelle de 17,7 °C. Le cumul annuel moyen de précipitations est de 854 mm, avec 8,4 jours de précipitations en janvier et 8,4 jours en juillet. Pour la période 1991-2020, la température moyenne annuelle observée sur la station météorologique de Météo-France la plus proche, « Avrieux », sur la commune d'Avrieux à 6 km à vol d'oiseau, est de 8,5 °C et le cumul annuel moyen de précipitations est de 600,4 mm,. Pour l'avenir, les paramètres climatiques de la commune estimés pour 2050 selon différents scénarios d'émission de gaz à effet de serre sont consultables sur un site dédié publié par Météo-France en novembre 2022.

## Urbanisme

### Typologie
Au 1er janvier 2024, Fourneaux est catégorisée bourg rural, selon la nouvelle grille communale de densité à sept niveaux définie par l'Insee en 2022.
Elle appartient à l'unité urbaine de Modane, une agglomération intra-départementale regroupant deux  communes, dont elle est une commune de la banlieue,,. Par ailleurs la commune fait partie de l'aire d'attraction de Modane, dont elle est une commune du pôle principal,. Cette aire, qui regroupe 6 communes, est catégorisée dans les aires de moins de 50 000 habitants,.

### Occupation des sols
L'occupation des sols de la commune, telle qu'elle ressort de la base de données européenne d’occupation biophysique des sols Corine Land Cover (CLC), est marquée par l'importance des forêts et milieux semi-naturels (92,6 % en 2018), une proportion identique à celle de 1990 (92,6 %). La répartition détaillée en 2018 est la suivante : 
forêts (44,6 %), milieux à végétation arbustive et/ou herbacée (36,5 %), espaces ouverts, sans ou avec peu de végétation (11,5 %), zones industrielles ou commerciales et réseaux de communication (7,4 %).
L'IGN met par ailleurs à disposition un outil en ligne permettant de comparer l’évolution dans le temps de l’occupation des sols de la commune (ou de territoires à des échelles différentes). Plusieurs époques sont accessibles sous forme de cartes ou photos aériennes : la carte de Cassini (XVIIIe siècle), la carte d'état-major (1820-1866) et la période actuelle (1950 à aujourd'hui).

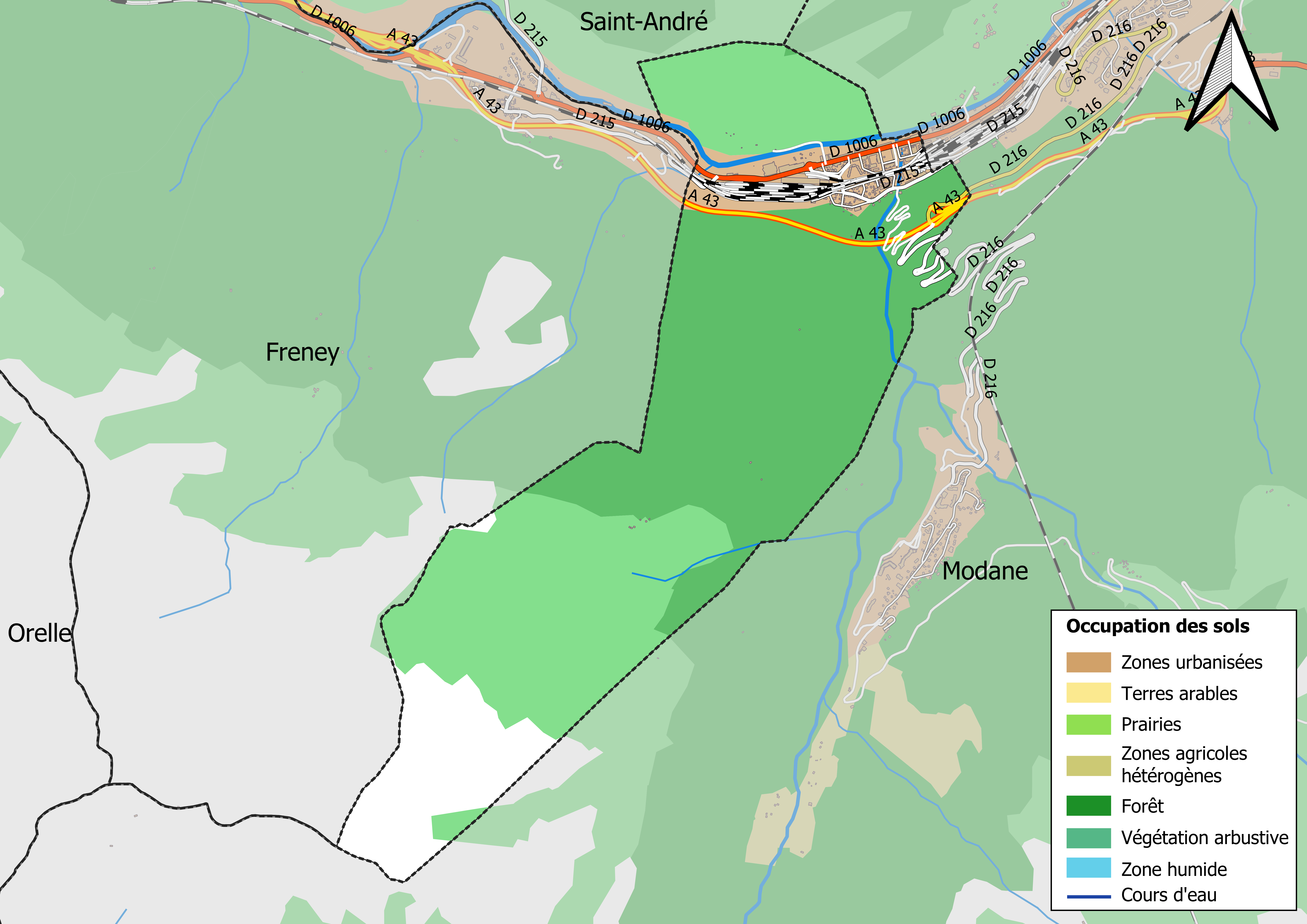
Carte des infrastructures et de l'occupation des sols en 2018 (CLC) de la commune.
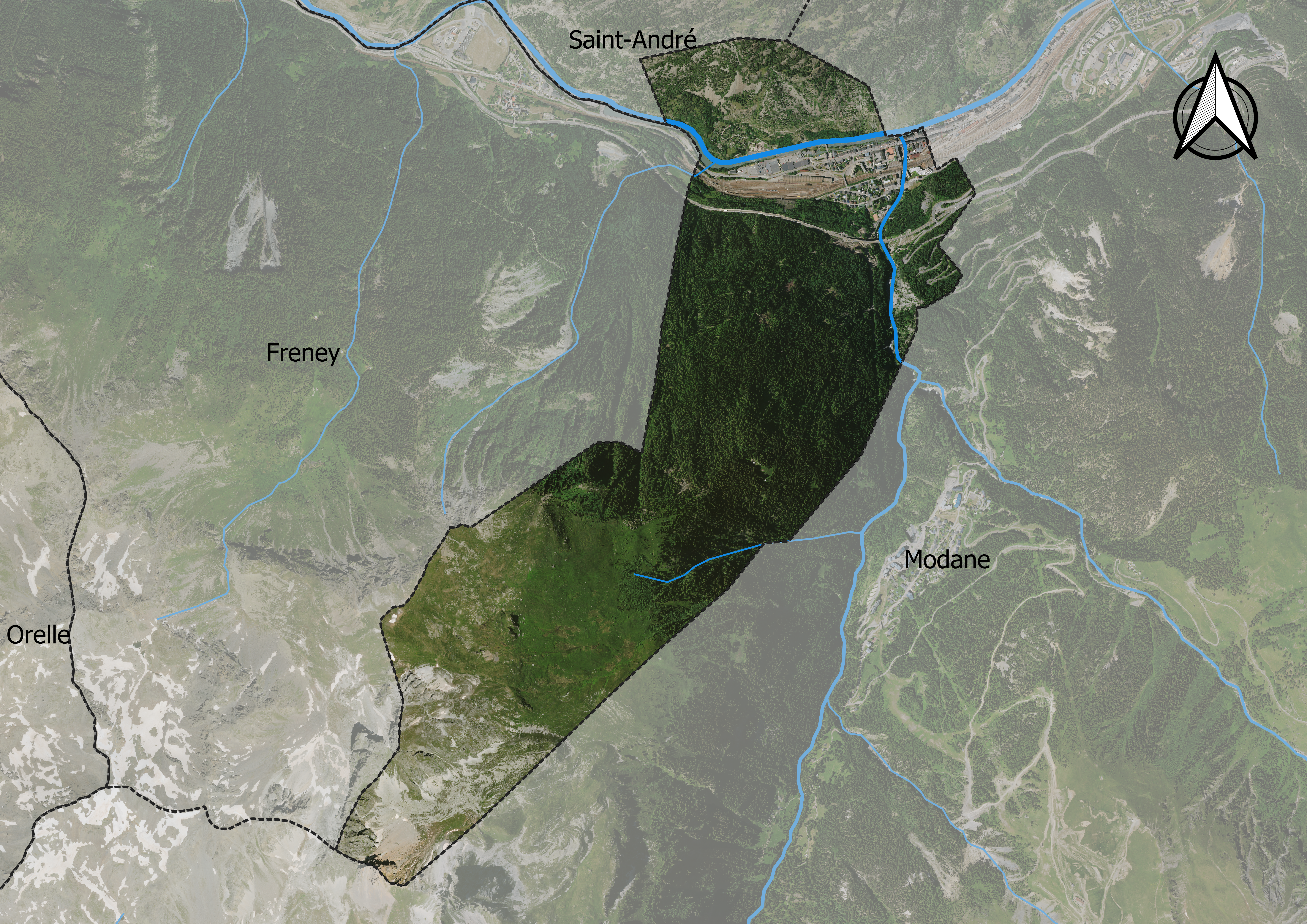
Carte orthophotogrammétrique de la commune.

## Toponymie
Le village doit son nom à des mines de fer longtemps exploitées et dont le minerai était cuit dans le village. La devise « APUD FORNELLOS » qui signifie « près des fourneaux » fait référence à cette ancienne activité.
Toponyme médiéval précoce (étant donné l'absence d'article défini), issu de l'ancien français fornel « four », fourneau, diminutif de « four ». Du bas latin furnellus, « four », qui a évolué en fournel en ancien français. En francoprovençal, le nom de la commune s'écrit Fornyo, selon la graphie de Conflans.

## Histoire

### De la préhistoire à la Révolution française
Située en fond de vallée, à l’ubac, Fourneaux ne semble pas avoir d’histoire préhistorique importante, même si les travaux de construction de la gare et des faisceaux permettent de mettre au jour quelques vestiges du Néolithique, sept lames de silex et une hache en serpentine. Son histoire est intimement liée à celle de la commune voisine de Modane, et hormis quelques apparitions du nom de Fourneaux, ce n’est qu’à la fin du Moyen Âge que l’on connaît réellement des événements survenus à Fourneaux.
En vertu d'une charte signée le 2 juillet 1339, la communauté de Fourneaux bénéficie de l’usage de l’eau des ruisseaux de l’Avalanche et de Bissorte, contre redevance annuelle de deux sous forts au comte de Savoie, leur suzerain. En réponse à une requête, dans laquelle les habitants de Fourneaux se plaignaient d’excès de pouvoir de la part de leurs seigneurs locaux, le duc de Savoie rappela à l’ordre ses représentants le 24 août 1431.
Quelques années plus tard, le 7 août 1469, Fourneaux est ravagé par une crue dévastatrice de l’Arc. Les propriétés agricoles et les chemins de communications sont détruits, entraînant une situation difficile pour plusieurs années à Fourneaux et Modane.
Un siècle plus tard (9 juin 1561), environ 90 habitants sont recensés à Fourneaux lors de la consigne du sel. Mais en 1565, Fourneaux est particulièrement touchée par l’épidémie de peste et les habitants font le vœu de construire une chapelle dédiée à Saint Bernard. Située près de l’église, cette chapelle a été emportée par la crue du Charmaix de 1906.
Les 1, 2 et 3 septembre 1590, la localité est pillée par les troupes du duc de Savoie et du baron de Sonnaz, composées de mercenaires, de retour du Piémont. Puis en 1630 la peste s’abat de nouveau sur Fourneaux et répand la mort et la désolation dans la localité.
En 1647, deux fours sont installés à Fourneaux ; ils transforment la fonte en fer, et marquent le début de la vocation industrielle de la commune. Cependant, le 5 octobre 1685, une nouvelle inondation plonge les habitants dans une très grande détresse financière. À la suite d'une requête adressée à  Amédée IX, ce dernier consent à étaler les créances des habitants sur trois ans.

### De la Révolution française à celle de la houille blanche
Le 4 octobre 1792, les troupes révolutionnaires françaises entrent dans Fourneaux (la Savoie sera française  jusqu'en 1815), puis, lors du référendum sur l'annexion à la France, Fourneaux vote en sa faveur le 22 avril 1860 par 50 oui sur 50 votants.

#### Le tunnel du Mont-Cenis
Le 15 août 1857, le projet de percée des Alpes est approuvé par le Parlement de Turin ; il s'agira du tunnel ferroviaire du Mont-Cenis. Porté par Cavour depuis 1839, ce projet est un enjeu majeur pour l’économie du Piémont et pour la France. Les deux artisans majeur de la naissance du  tunnel sont Joseph Médail et Germain Sommeiller. Le premier, originaire de Bardonnèche, est l’élaborateur de l’idée de tunnel entre Modane et Bardonnèche. Le second, né à Saint-Jeoire-en-Faucigny, ingénieur, est vite repéré par Cavour qui le charge d’étudier le percement. Le début officiel des travaux a lieu le 1er septembre 1857, avec une inauguration du chantier par Cavour, le roi Victor Emmanuel II, et le prince Jérôme qui représente la France (deviendra le gendre du précédent deux ans plus tard). L'année suivante sont construits les logements des ouvriers employés à la percée près de l’attaque du tunnel, qui deviendront par la suite la caserne du Replat.
Le 25 février 1863, les perforateurs à air comprimé arrivent du côté de Fourneaux alors qu’ils sont déjà en service du côté de Bardonnèche depuis le 12 février 1861, le changement de rythme est immédiat et le travail qui se faisait jusqu’à présent manuellement est grandement facilité. La jonction entre le côté français et le côté italien se fait le jour de Noël 1870, avec un écart minime, ce qui est une prouesse technique pour l’époque. Les travaux sont quasiment terminés, petit à petit les bâtiments de la percée des Alpes sont réaffectés. Ils deviennent logements, entrepôts, bâtiments pour les douanes ou pour l’administration des Eaux et Forêts… Mais la fin des travaux est totalement éclipsée par la guerre franco-prussienne.

#### La vocation industrielle de la ville
En 1883, le bâtiment dit des compresseurs, propriété de l’État français, est vendu à la famille de papetiers grenoblois Matussiére. La production  a commencé en 1885. La rivière Arc et le Charmaix, son affluent de rive gauche descendu de la crête frontalière, ont été équipés de manière à fournir l'énergie mécanique nécessaire et l'on comptait sur  la forêt locale pour l'approvisionnement en bois. Les conditions seraient réunies pour la rentabilité d'une usine de pâte à papier dont la production serait écoulée sur le marché italien facilement accessible grâce à la liaison ferroviaire par le tunnel du Fréjus. C'était compter sans la sérieuse tension diplomatique survenue six années plus tard sous le gouvernement de Francesco Crispi. Amable Matussière décida alors de créer une véritable papeterie. Elle serait intégrée à l'usine de pâte mécanique, avec un complément de pâte chimique au bisulfite en provenance de sa papeterie de Domène.
Depuis de nombreuses années, le maire de Fourneaux et son conseil municipal se plaignaient de leur incapacité à faire respecter la loi dans la commune, du fait de la présence nombreuse d’ouvriers, ne comprenant pas forcément le français, qui chapardent dans les jardins des autochtones. Le conseil demande solennellement l’installation d’une gendarmerie, ce qui est fait en 1873. La petite brigade s’installe dans le bâtiment de la percée des Alpes servant précédemment d’infirmerie dans le quartier Sommeiller, près du bâtiment « lamandrilla ».
Parallèlement à l’afflux important de soldats affectés aux différents forts de l’agglomération modanaise (en mars 1898) et présents durant les manœuvres, une prostitution « sauvage » se développe. Le conseil municipal décide d’autoriser l’ouverture d’une maison de tolérance sur la commune. Le maire, Louis Matussière, prend alors trois arrêtés pour réglementer cette activité.
Mais le 12 janvier 1902 il fait fermer par arrêté un café où de jeunes femmes s’adonnent à la prostitution sans autorisation municipale.
Une crue de l'Arc avait ravagé Fourneaux le 25 septembre 1865, causant la mort d’un homme. Mais le 23 juillet 1906 elle est gigantesque et dévaste le village. La troupe stationnée dans les forts alentour est employée aux déblaiements des rues, des voies ferrées. Les dégâts sont estimés à 500 000 francs-or. Le 22 juillet 1914 une nouvelle petite inondation cause de légères destructions.
La grande guerre cause la mort de 49 personnes de la commune, soit 3,12 % de la population de 1911. Ce chiffre légèrement inférieur à la moyenne locale s’explique par la présence de nombreux cheminots et ouvriers dans la population. Ces derniers ont rapidement été rappelés à l’arrière pour soutenir l’effort de guerre. Les agriculteurs, pour leur part ont souvent été versés dans les régiments d’infanterie et ont connu les plus grandes pertes, d’où les disparités entre les centres urbains et les villages plus ruraux. L'inauguration du monument aux morts, le 29 juillet 1923, a lieu devant le président du conseil général, Antoine Borrel.
Lors des premières élections législatives de l'après-guerre, le 16 novembre 1919, les deux listes de gauche, radicaux et SFIO, obtiennent à elles deux le chiffre de 78 %. Au-delà de l’explication sociologique de ce chiffre, on observe que le fossé sociologique entre bourgs ruraux et urbains s’installe fortement et durablement dans le canton, Fourneaux devenant un fief de gauche.
Si lors des élections municipales du 30 novembre 1919, le radical François Garin, cafetier, est élu maire en remplacement de Pierre Perret. La campagne a été particulièrement rude dans la commune, les affiches et les tracts ont été nombreux des deux côtés, pourtant les deux candidats se déclarent radicaux. Et lors de celles du 5 mai 1935, c'est la liste du Front populaire est élue. Bien que conduite par l’imprimeur Théolier, c’est cependant Marcel Bouvier qui est élu maire de manière peu orthodoxe : en effet, lors du scrutin de désignation du maire, c’est Pépin, directeur de l’usine Matussiére qui est élu, mais celui-ci refuse la fonction et Marcel Bouvier récupère le siège.
En 1936, la population de Fourneaux est estimée à 2 005 habitants, chiffre qui ne sera plus jamais atteint. Fourneaux, l’agglomération modanaise dans son ensemble sont alors le pôle le plus actif de Maurienne.

### La Seconde Guerre mondiale et la Résistance dans la commune
Dans les jours qui suivent la déclaration de guerre de l'Italie à la France, le 10 juin 1940, la population de Fourneaux est évacuée à Saint-Sorlin-d'Arves et à Saint-Genix-sur-Guiers. Les 21 et 22 juin, Fourneaux est bombardée par l’artillerie italienne. On compte deux morts (Adolphe Charpentier et Pierre Damevin) tués dans leur cave de la cité de la « sécherie » en face de la mairie. Longtemps, une plaque de marbre évoquera leur mémoire dans la salle de tri de l’usine Matussière où ils travaillaient tous les deux. Globalement, les pertes françaises sont minimes et les alpins ont bien résisté.
Après la signature de l'armistice le 25 juin 1940, Fourneaux reste en zone libre et la population civile revient peu à peu. Le régime de Vichy confirme Marcel Bouvier dans ses fonctions de maire, contrairement à son collègue de Modane, et le trafic de la gare reprend peu à peu son rythme.
Le  débarquement allié en Afrique du nord entraîne l’invasion immédiate de la zone libre par les Allemands et les Italiens, qui entrent dans Modane et Fourneaux. La police politique italienne arrête quelques Italiens connus pour leurs sympathies antifascistes ainsi que quelques habitants de Fourneaux. La période de l’occupation italienne, quoique relativement souple est toutefois marquée par la création à Fourneaux, dans la caserne du Replat, d’un « campo di concentrazione », camp d’internement pour opposants politiques italiens, amenés depuis le camps du Vernet en Ariège. 
La nouvelle de l’armistice entre l’Italie et les Anglo-Américains (8 septembre 1943) est rapidement connue à Fourneaux et Modane où certains Italiens tentent de rentrer au plus vite chez eux par les cols alpins. Dès le lendemain, les Allemands sont là. L’importance du passage ferroviaire fait de Modane et Fourneaux un enjeu stratégique.
Fourneaux est bombardée le 11 novembre 1943, comme Modane l'avait été le 17 septembre 1943. L’aviation anglo-américaine bombarde durant trois quarts d’heure l’agglomération. À Fourneaux, le nombre de décès est assez faible, avec cinq morts civils dont le père du maire et quelques soldats allemands stationnés dans la gare. Mais les dégâts sont considérables, plus une maison n’est debout, et les « vieux-Fourneaux » et le quartier de l’église sont rasés. La gare et les bâtiments SNCF étaient visés en priorité et l’objectif est atteint.
La libération se fait un an plus tard, les 13 et 14 septembre 1944. Après Saint-Jean-de-Maurienne le 2 septembre, Saint-Michel-de-Maurienne le 4, Fourneaux est libérée après de lourds combats. Les Allemands sont retranchés dans les forts du Replaton et du Sappey, ainsi que sur la plate-forme du Replat. Quelques éléments d’infanterie sont dans l’usine Matussière et dans la rizerie Pelas à l’entrée de l’agglomération. Les FFI de Maurienne, sur l’envers, et les tirailleurs marocains du commandant Clément à l'endroit harcèlent l’occupant durant toute la journée du 13. Dans la nuit, ceux-ci se retirent de leurs positions en direction de Bardonnèche et font exploser le tunnel ferroviaire, ainsi que l’entrée rectiligne (au-dessus de Fourneaux). C’est une ville détruite et vide de ses habitants que découvrent les soldats et les FFI au matin du 14 septembre. La reconstruction sera longue, quelques familles s’installent rapidement, la place de la sécherie reçoit quelques bâtiments provisoires construits pour les commerces. La Croix de guerre sera remise aux communes de Modane et Fourneaux, le 29 mai 1949.

### Mutations humaines et industrielles
Après la reconstruction des destructions de la Seconde Guerre mondiale, Fourneaux est touchée à plusieurs reprises par des inondations violentes : le 7 juin 1955, le Charmaix déborde après des pluies abondantes combinées à la fonte des neiges et envahit Fourneaux, submerge les voies ferrées et la  nationale 6. Des dégâts immenses sont à déplorer pour la voie ferrée qui ne sera rouverte à la circulation internationale que le 10 juin.
Deux ans plus tard, le 14 juin 1957, l'ensemble de la vallée de la Maurienne est touchée par une dramatique inondation de l’Arc. À Fourneaux et à Modane sont entamés de grands travaux d’endiguement de l’Arc et du Charmaix qui seront terminés au début des années 1960. Les inondations du 24 septembre 1993 et du 26 juin 1994 sont nettement moins menaçantes pour la commune.
En 1965, après trente ans à la tête de la commune, Marcel Bouvier est contraint de laisser son fauteuil de maire au profit de son 1er adjoint, Victorin Couvert. En 1971, Étienne Marcellin, cheminot et syndicaliste, ancien résistant longtemps proche du PCF, est élu maire de Fourneaux. Il le sera jusqu’en 1983, date à laquelle Georges Faure prend sa suite.
En 1977 et 1978 a lieu la construction du viaduc du Charmaix, qui mène, en surplomb de la montagne, au tunnel routier du Fréjus, réaffirmant la vocation frontalière de la commune. Mais le 31 décembre 1992, l’acte unique européen a raison des frontières entre les États d’Europe. L’une des principales activités de l’agglomération disparaît du jour au lendemain : douaniers, transitaires et autres services liés à la frontière sont mutés, mis en retraite ou reclassés. La restructuration des services de la gare de Modane a le même effet sur les cheminots, mais s’étale sur plusieurs années.
Puis le 17 septembre 1993, la papeterie Matussière ferme définitivement ses portes, elle sera détruite à partir de 2005. La fermeture d'un établissement plus que centenaire a été d'autant plus vivement ressentie que celui-ci avait connu un véritable âge d'or pendant les Trente Glorieuses. Paradoxalement, il avait tiré avantage de sa modestie même. D'une part, ses centrales devenues hydroélectriques avaient échappé à la nationalisation par EDF car leur puissance installée était en dessous du seuil qui l'aurait justifiée : au début des années 1970, la papeterie produisait elle-même 10,5 des 16,5 GWh qui satisfaisaient à son fonctionnement. D'autre part, alors que les normes antipollution s'imposaient un peu partout dans le monde avec une grande sévérité, en particulier chez les concurrents scandinaves, elles n'appelaient pas à Fourneaux des investissements aussi considérables dont l'amortissement se répercutait dans le cours mondial du papier. La modernisation avait permis de ramener à 160 le nombre d'emplois. L'entreprise pouvait ainsi compenser le handicap de son enclavement, loin des marchés de consommation, se payant même le luxe de livrer 15 % de sa production sur les marchés néerlandais et allemands. Handicap, car la forêt mauriennaise n'a pas répondu aux espérances : « Si le bois lui-même n'est pas de mauvaise qualité, il est souvent irrégulier, mélangé ; le climat et l'exposition différents, dus au relief accusé en sont la cause ». S'y ajoute la difficulté d'accès même aux chantiers de coupe. Fourneaux était donc approvisionné en restes de délignage et en grumes de sapin et d'épicéa (50 000 stères/an) difficiles à valoriser comme bois d'œuvre par une noria de camions en provenance de 60 à 80 scieries de Haute-Savoie.
À un an d'intervalle, fermeture de la papeterie et mise en œuvre de l'acte unique européen : l'ensemble de l’activité économique de l’agglomération a été gravement atteinte.

## Politique et administration

### Liste des syndics
| Période                                  | Période | Identité                     | Étiquette | Qualité |
| ---------------------------------------- | ------- | ---------------------------- | --------- | ------- |
| Les données manquantes sont à compléter. |         |                              |           |         |
| 19 mars 1589                             |         | Étienne Soudier              |           | ...     |
| 11 mars 1590                             |         | Thomas Pinet et Michel Favre |           | ...     |
| (...)                                    |         |                              |           | ...     |
| 1596                                     |         | Jacques Rol                  |           | ...     |
| 1597                                     |         | Michel Favre                 |           | ...     |
| 1598                                     |         | Étienne Soudier              |           | ...     |
| 1599                                     |         | Michel Soudier               |           | ...     |
| (...)                                    |         |                              |           | ...     |
| 1610                                     |         | Jacques Rol                  |           | ...     |
| 1611                                     |         | Claude Soudier               |           | ...     |
| 1612                                     |         | Michel Soudier               |           | ...     |
| 1613                                     |         | Claude Pinet                 |           | ...     |
| (...)                                    |         |                              |           | ...     |
| 1650                                     |         | André Soudier                |           | ...     |
| 1651                                     |         | Michel Pinet                 |           | ...     |
| 1652                                     |         | Claude Porte                 |           | ...     |
| 1653                                     |         | Étienne Rol                  |           | ...     |
| (...)                                    |         |                              |           | ...     |

### Liste des maires
| Période | Période                      | Identité             | Étiquette | Qualité                             |
| ------- | ---------------------------- | -------------------- | --------- | ----------------------------------- |
| 1860    | 1861                         | Jean-Joseph Soudier  |           | Premier maire français de Fourneaux |
| 1865    | 1871                         | Jean-Baptiste Azario |           | ...                                 |
| 1871    | 1875                         | Athanase Perret      |           | ...                                 |
| 1875    | 1876                         | Jean Eaud            |           | ...                                 |
| 1876    | 1888                         | Gabriel Bergin       | radical   | ...                                 |
| 1888    | 1892                         | Jean Eaud            |           | ...                                 |
| 1892    | 1896                         | Gabriel Bergin       | radical   | ...                                 |
| 1898    | 1900                         | Louis Matussière     |           | ...                                 |
| 1900    | 1908                         | Gabriel Bergin       | radical   | ...                                 |
| 1908    | 1919                         | Pierre Perret        |           | ...                                 |
| 1919    | 1935                         | François Garin       | Rad-Soc   |                                     |
| 1935    | 1965                         | Marcel Bouvier       | Rad-Soc   | ...                                 |
| 1965    | 1971                         | Victorin Couvert     | ...       | ...                                 |
| 1971    | 1983                         | Étienne Marcellin    | DVG       | ...                                 |
| 1983    | 1989                         | Georges Faure        | DVD       | ...                                 |
| 1989    | 2001                         | Irène Bolatto        | DVD       | Conseillère générale (1994-2001)    |
| 2001    | En cours (au 9 juillet 2020) | François Chemin      | PS        | Conseiller régional depuis 2012     |

Élu en 2001 à moins de 26 ans, François Chemin était alors le plus jeune maire de Savoie en 2001. Réélu en 2008, il est également le premier vice-président du Syndicat intercommunal du canton de Modane, devenu la communauté de communes Terra Modana en janvier 2014 et vice-président du Syndicat intercommunal de ramassage et de traitement des ordures ménagères de Maurienne (SIRTOMM). En 2012, il est devenu suppléant de la députée de Savoie Béatrice Santais.

### Politique environnementale

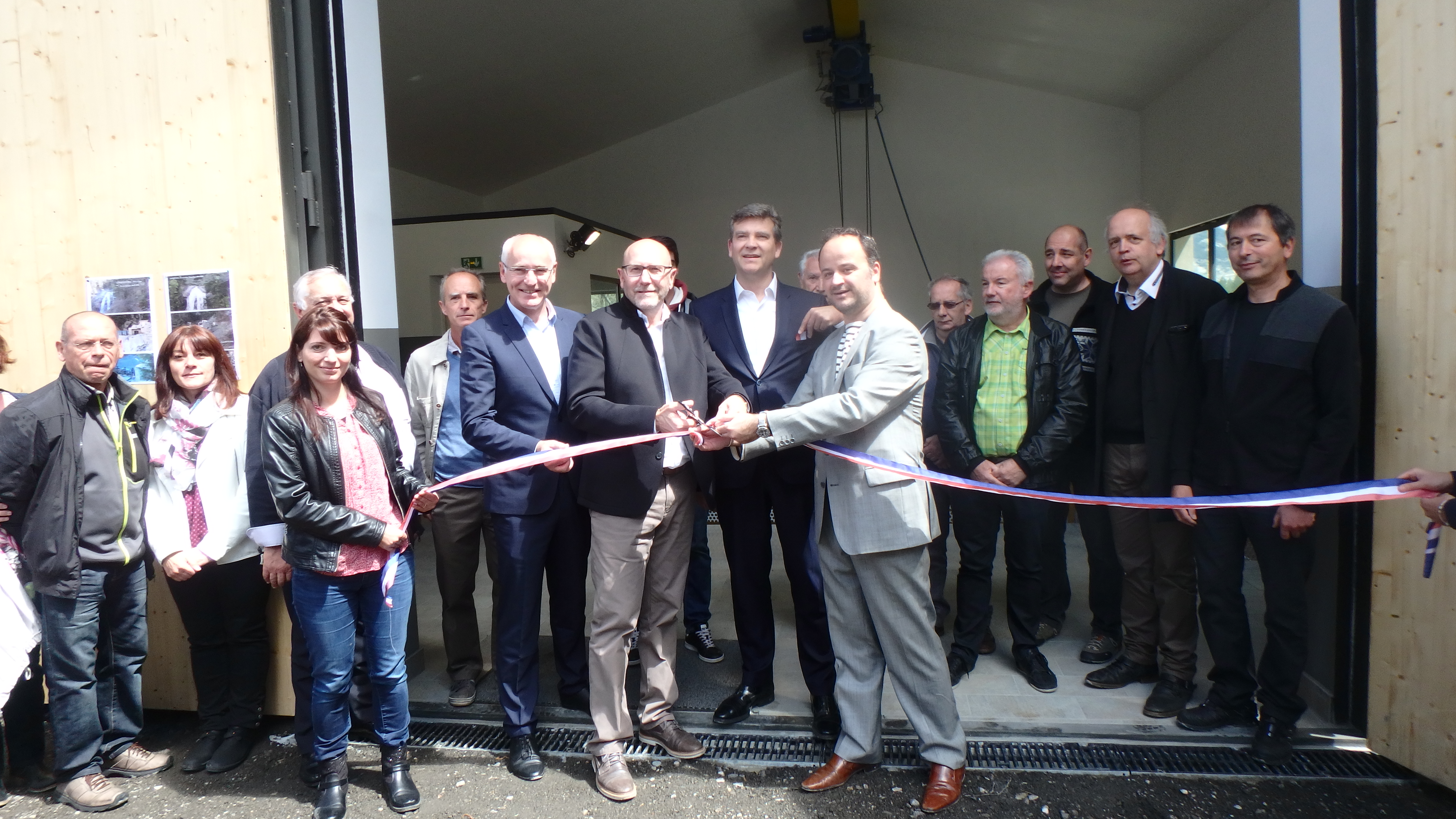
Inauguration de la centrale électrique du Charmaix à Fourneaux, 13 mai 2017, en présence d'Arnaud Montebourg, ancien ministre, Thierry Repentin, Conseiller départemental et ancien ministre, et les élus de la commune.

La Commune de Fourneaux, longtemps tournée vers l'industrie, n'a commencé à mener une politique environnementale qu'au début des années 2000. Deux réalisations récentes marquent la volonté de la Commune d'accompagner la transition énergétique:
- La chaufferie bois, mise en fonctionnement en 2013, d'une puissance de 300 kW, a permis de remplacer 6 chaudières au fioul. Elle permet également de trouver un exutoire aux nombreux bois "mitraillés" hérités des deux bombardements et qui rendent le bois de Fourneaux difficilement commercialisable en l'état. Au delà de l'économie faite sur les énergies fossiles, l'opération s'inscrit dans un projet de régénération de la forêt communale. Cette chaufferie alimente 12 logements municipaux, l'atelier des services techniques, la salle des fêtes, les écoles, la Mairie.
- La centrale hydroélectrique sur le Charmaix, relancée dès 2005, et réaménagée sur un seuil déjà exploité par Germain Sommeiller pour alimenter le chantier du percement du tunnel ferroviaire en force hydraulique. Le projet, d'abord porté par la Commune, est repris en 2008 par la société SERHY, qui exploite déjà deux centrales sur le territoire de Fourneaux. Après 10 ans d'investigations, d'études et 7 mois de chantier, elle est inaugurée le 13 mai 2017, en présence de personnalités.

## Population et société

### Démographie
Les habitants de la commune sont appelés les Fourniollins ou Forniolins.

L'évolution du nombre d'habitants est connue à travers les recensements de la population effectués dans la commune depuis 1793. Pour les communes de moins de 10 000 habitants, une enquête de recensement portant sur toute la population est réalisée tous les cinq ans, les populations de référence des années intermédiaires étant quant à elles estimées par interpolation ou extrapolation. Pour la commune, le premier recensement exhaustif entrant dans le cadre du nouveau dispositif a été réalisé en 2007.

En 2022, la commune comptait 701 habitants, en évolution de +4,47 % par rapport à 2016 (Savoie : +3,63 %, France hors Mayotte : +2,11 %).
| 1793 | 1800 | 1806 | 1822 | 1838 | 1848 | 1858 | 1861 | 1866 |
| ---- | ---- | ---- | ---- | ---- | ---- | ---- | ---- | ---- |
| 167  | 125  | 110  | 168  | 170  | 170  | 200  | 166  | 356  |

| 1872 | 1876  | 1881  | 1886  | 1891  | 1896  | 1901  | 1906  | 1911  |
| ---- | ----- | ----- | ----- | ----- | ----- | ----- | ----- | ----- |
| 700  | 1 220 | 1 416 | 1 576 | 1 580 | 1 670 | 1 767 | 1 769 | 1 570 |

| 1921  | 1926  | 1931  | 1936  | 1946 | 1954  | 1962  | 1968  | 1975  |
| ----- | ----- | ----- | ----- | ---- | ----- | ----- | ----- | ----- |
| 1 713 | 1 821 | 1 904 | 2 005 | 537  | 1 403 | 1 786 | 1 793 | 1 554 |

| 1982  | 1990  | 1999 | 2006 | 2007 | 2012 | 2017 | 2022 | - |
| ----- | ----- | ---- | ---- | ---- | ---- | ---- | ---- | - |
| 1 304 | 1 078 | 883  | 808  | 797  | 679  | 676  | 701  | - |

Fourneaux est longtemps resté un petit village de fond de vallée, très peu peuplé (de 150 à 200 habitants) ; avec l'arrivée du chantier du tunnel du Mont-Cenis, la population va rapidement grimper à 1 600 habitants (1876) pour culminer à 2 005 habitants en 1936. Après la guerre et les bombardements, ce chiffre ne sera plus atteint (1 793 habitants en 1968, 883 en 1999).

## Culture locale et patrimoine

### Lieux et monuments

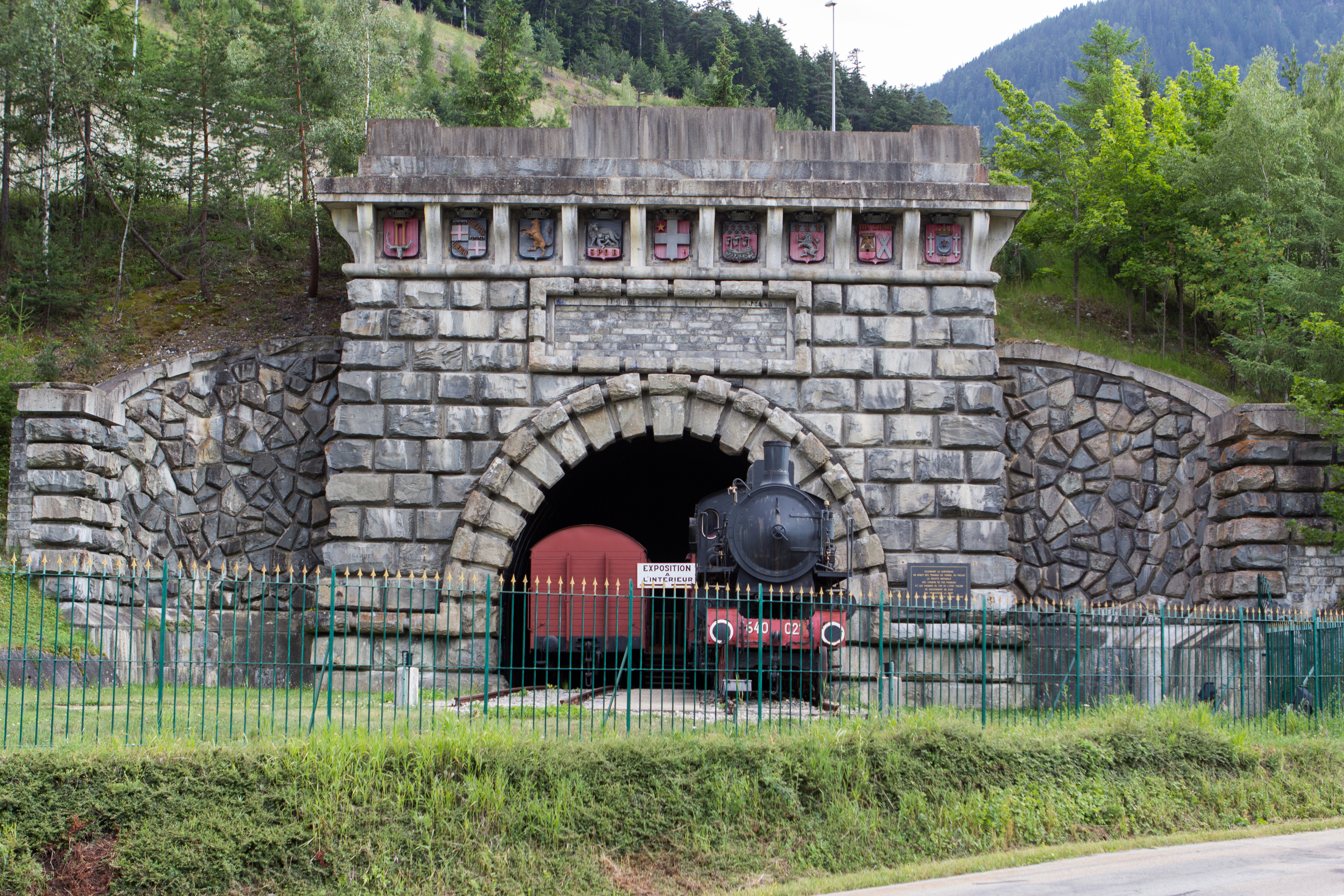
Reconstitution de l'ancienne entrée du tunnel ferroviaire du Mont-Cenis.

La commune possédait sur son territoire jusqu’à la fin des années 1970 un monument faisant l’objet d’un classement au titre des monuments historiques : l’« entrée monumentale » du tunnel ferroviaire du Mont-Cenis. Cette entrée, rapidement abandonnée après la mise en service de la ligne pour cause d’instabilité géologique, a été déplacée et reconstituée à l'identique sur la commune voisine de Modane (route de Valfréjus) lors des travaux de construction du viaduc du Charmaix conduisant au tunnel routier du Fréjus en 1977. Une locomotive à vapeur et deux wagons ont été installés sur le site.

### Cinéma
La communauté de communes Haute Maurienne Vanoise gère une salle de cinéma, L'Embellie, à Fourneaux. La salle, de 172 places, est ouverte toute l'année et propose près d'une dizaine de films par semaine.

### Personnalités liées à la commune
Du fait de sa faible population, jusqu’en 1850, peu de Fourniollins se distinguent par leurs faits et gestes. Cependant, on peut noter les noms de plusieurs habitants.
- Gabriel Bergin, maire radical de Fourneaux de 1876 à 1888, puis de 1892 à 1896, et enfin de 1900 à 1908. Il accompagne, durant sa carrière politique de 24 ans, l’évolution de Fourneaux d’un petit bourg rural à une petite ville. Il est aussi conseiller général du canton de Modane de 1903 à 1907.
- François Garin (1867-1940), natif de Bramans, est cafetier à Fourneaux où il tient près du pont du Charmaix « Le café du Gagne-petit ». Adjoint au maire de 1912 à 1919, maire de 1919 à 1935, il est une figure du radical-socialisme de l’entre-deux-guerres dans le canton de Modane. Il incarne l’idéologie du radicalisme rural de l’époque : progressisme social, laïcité et respect de la propriété privée et du petit commerce. À gauche de l’échiquier politique local en 1919, il est « dépassé » par une équipe de Front populaire lors des municipales de 1935, auxquelles il ne se présente pas. Il accompagne durant ses mandats une ville prospère tenant une place importante dans la vallée de la Maurienne. Chevalier des Palmes académiques, il est le président du sous des écoles de Fourneaux durant de nombreuses années.
- Marcel Bouvier (1898-1982), cheminot, issue de la génération du feu, élu en 1925, il est adjoint au maire de 1929 à 1935 puis conduit la liste de Front populaire cette même année. Élu maire, il le restera sans interruption jusqu’en 1965, soit trente années durant lesquelles  Fourneaux subit les bombardements et les inondations. Candidat malheureux à la succession de Constantin Ros au siège de conseiller général en 1958, il évolue de la gauche vers la droite durant toute la période. Il est fait chevalier dans l’ordre national de la Légion d’honneur en 1962.
- Louis, Pierre et Louis Matussière forment une dynastie d’industriels dauphinois, issue du fondateur Amable. Installés à Fourneaux dès 1883, ils relèvent plusieurs fois l’usine de l’écueil. Après 110 années de présence, l’usine ferme ses portes définitivement en 1993.

### Héraldique
| Blason de Fourneaux (Savoie) | Blason  | De gueules à la croix d'argent chargée, en chef, de la croix de Guerre 1939-1945 avec étoile au naturel, en pointe, d'un tunnel au trait de sable et, sur sa traverse, de l’inscription « APUD FORNELLOS » de sable. Devise / Cri« APUD FORNELLOS » qui signifie « près des fourneaux ». |
| Blason de Fourneaux (Savoie) | Détails | Le statut officiel du blason reste à déterminer. |